# Хватов, Иван Александрович
Ива́н Алекса́ндрович Хва́тов (1921—1941) — участник Великой Отечественной войны, Герой Советского Союза, командир взвода 245-го стрелкового полка 123-й стрелковой дивизии 7-й армии Северо-Западного фронта, лейтенант.

## Биография
Родился 7 июля 1921 года в деревне Климовская (ныне — Вожегодского района Вологодской области) в крестьянской семье. Русский. Окончил 9 классов. Работал в колхозе.
В Красной Армии с 1938 года. В 1939 году окончил военную пехотную школу. Участник советско-финской войны 1939—1940 годов. Командир взвода 245-го стрелкового полка комсомолец лейтенант Иван Xватов отличился в бою 11 февраля 1940 года на выборгском направлении. В критический момент боя бесстрашный офицер поднял взвод в атаку на укреплённую высоту противника, обеспечив дальнейшее продвижение своего полка.
Указом Президиума Верховного Совета СССР от 21 марта 1940 года «за образцовое выполнение боевых заданий командования на фронте борьбы с финской белогвардейщиной и проявленные при этом отвагу и геройство» лейтенанту Хватову Ивану Александровичу присвоено звание Героя Советского Союза с вручением ордена Ленина и медали «Золотая Звезда».
На фронте в Великую Отечественную войну с 1941 года. Погиб в бою 23 августа 1941 года.

## Память
- Имя Героя было присвоено пионерской организации школы № 27 посёлка городского типа Вожега. Там же установлена мемориальная доска.
- В 2014 году имя И. А. Хватова присвоено избирательному участку № 181, расположенному во Дворце культуры Вожегодского района[2].
- 7 марта 2019 года в Петрозаводске именем Ивана Хватова названа улица[3].